# Edvin Dobeic
Edvin Dobeic, slovenski ekonomist, * 10. julij 1919, Ljubljana, † 23. februar 2013, Ljubljana.

## Življenje in delo
Diplomiral je leta 1943 na zagrebški Visoki ekonomsko-komercialni šoli. Po osvoboditvi je bil profesor na Srednji ekonomski šoli v Ljubljani (1945-1960), nato predavatelj in od 1983 docent za predmet računovodstvo na ljubljanski Ekonomski fakulteti. Napisal je več skript in učbenikov za potrebe srednje ekonomske šole in delavske univerze.